# Воскова скульптура
Воскова скульптура — це образ, об'ємна фігура людини, зображеної у повний зріст; зображення із воску. Як правило, воскові фігури зображують відомих людей. Також існують воскові посмертні маски та композиції з історичними чи вигаданими сценами з великою кількістю фігур, в основному рельєфних. 

## Історія

### Давній світ
Воскові фігури богів використовувалися в похоронних обрядах древніх єгиптян. У ранній літературі збереглися численні згадки про те, що єгиптяни ліпили з воску фрукти. Греки у період розквіту еллінізму використовували воскові фігурки як дитячі ляльки, статуетки богів з воску виготовлялися для релігійних церемоній. Греки високо цінували воскові зображення і приписували їм магічні властивості. Воскові фігури та моделі займали чільне місце у традиційних обрядах древніх римлян. Сім'ї патриціїв передавали воскові маски з покоління в покоління. Це було одним із привілеїв знаті. Такі маски виставляли на огляд під час церемоній і несли їх на чолі похоронних процесій. 

### Рання Європа
Перші воскові фігури почали виготовляти в Європі ще до 1300 року. Їх використовували в похоронних обрядах європейської знаті — це була швидка варіація еффігії. Зазвичай для скульптури виготовляли лише відкриті частини тіла, все інше приховував одяг. Мистецтво створення скульптур із воску залишалося популярним аж до періоду нової історії. У музеї Вестмінстерського абатства є колекція воскових фігур членів британської королівської династії, а також скульптури видатних історичних постатей, як-от Гораціо Нельсона та Френсіс Стюарт, герцогині Річмондської. 

### Середньовіччя
У середньовіччі скульптури із воску використовували, аби закарбувати риси монархів та видатних діячів. У цей період особливого поширення набуло марновірство та магічні ритуали із застосуванням мініатюрних ляльок з воску. Їх намовляли на різні лиха, у них встромляли довгі шпильки, аби завдати ненависній людині, яку ця лялька уособлює, смертельну шкоду. Ця практика вважалася більш ефективною, коли до воскової фігури додавали пасмо волосся або шматочок нігтя жертви. Подібні магічні ритуали були популярними до XVII століття.

### Епоха Відродження
В епоху італійського Відродження ліплення з воску набуло великого значення. Його практикували видатні майстри раннього періоду. Бронзові медальйони Пізанелло та інших знаменитих медалістів зобов'язані своїм майстерним виконанням восковому скульптуруванню: всі ранні бронзові і металеві вироби спочатку відливалися з воскових моделей. У британському Музеї Вікторії та Альберта експонується воскова скульптура «Зняття з хреста» Якопо Сансовіно, кілька воскових фігур Джамболоньї, а також невеликий восковий етюд, створений, імовірно, учнями Мікеланджело. Донині збереглися дві воскові моделі Баччо Бандінеллі: «Геркулес і Какус» (Музей Боде, Берлін) та «Нептун» (Музей Фабра, Монпельє).

### Сьогодення
Воскові скульптури, що зображують переважно історичних або відомих персоналій, згодом стали популярними мистецькими пам'ятками. Подекуди вони мали вигляд воскових масок, накладених на звичайні манекени із вбудованими механізмами, аби надати фігурі рух. Таку виставкау механізованих воскових фігур експонували в Німеччині на початку XVIII століття. 
Митці, які надають перевагу роботам із воску, відзначають надреалістичний вигляд таких скульптур. Сучасні художники, що працюють з воском: Бет Бі, Берліде де Брюкере, Мауріціо Каттелан, Пета Койн, Елеонора Крук, Роберт Гобер, Джон Айзекс, Венді Майер, Шанталь Полліер, Сігрід Сарда, Джил Шахар і Кікі Сміт. Їхні техніки, окрім класичного моделювання з воску, передбачають створення фігур із застосуванням форм із альгінату та силіконової гуми, а також ручне моделювання, що дозволяє виготовляти унікальні форми. 
У музеї середньовічних знарядь тортур в Амстердамі використовуються воскові фігури для реалістичної демонстрації механізмів та інструментів.
Воскові фігури використовуються в кіноіндустрії. З воску виготовляють реквізит, зокрема «страшні» деталі, як-от частини людського тіла для фільмів жахів.

## Процес виготовлення
Виготовлення воскових фігур — складний багатоетапний процес, який здійснюють професійні скульптори та художники. Якісні воскові фігури виготовляються вручну протягом декількох місяців. Їхня ціна може сягати десятків тисяч доларів.

#### Перший етап
Створення воскової фігури починається з досконалого вивчення зразка. Скульптори, якщо це можливо, особисто оглядають людину, вимірюють її антропометричні дані. Якщо особистий контакт неможливий — знаходять фотографії людини, переглядають відео. В разі, коли виготовляється скульптура історичної особистості, скульптори вивчають її портрети і більш ранні скульптури. Після усіх вимірювань підбирається характерна для цієї людини або персонажа поза, яка найкращим чином підкреслить його характер і емоційні особливості.

#### Другий етап
Воскова фігура виготовляється на основі гіпсового зліпка, зробленого із заздалегідь створеної глиняної або пластилінової скульптури. Далі фігуру відливають із якісного бджолиного воску, в який додають фарбувальні пігменти, щоб фігура мала потрібний колір. Віск заливають у ливарні форми за температури 74°C. Потім він остигає в них протягом години. Готові скульптури очищують від нерівностей і швів, загортають у спеціальні тканини, які дозволяють фігурі остаточно охолонути й не розтріскатися.

#### Третій етап
Сучасні воскові фігури вкривають спеціальним лаком, який робить їх довговічними та стійкими до високих і низьких температур. Часто приховані одягом частини фігури виготовляють не з воску, а з пластику. Однак голова і кисті рук скульптури — завжди з воску.

#### Четвертий етап
Для воскових фігур створюють спеціальні зубні протези. Підбирають їх так, аби вони підходили під анатомічну форму щелепи.

#### П'ятий етап
Одним з найбільш трудомістких процесів у виготовленні воскової фігури є створення зачіски-перуки з натурального волосся, а також за необхідності брів, вій, вусів та бороди. Цим займаються професійні пастижери. 

#### Шостий етап
Останній етап — робота гримерів, які перетворюють неживу ляльку на практично живу істоту, котру складно відрізнити від оригіналу.

## Музеї та виставки
Наразі існує безліч відомих музеїв воскових фігур. Найвідоміший — Музей мадам Тюссо, заснований 1835 року в Лондоні. До цього експозиція воскових фігур Марі Тюссо кочувала містами Європи. Однією з найпопулярніших експозицій музею вважається «Кабінет жахів» із восковими муляжами вбивць та їхніх жертв. Користується попитом серед відвідувачів експозиція відомих людей (сучасних знаменитостей та історичних персоналій). Існує 15 філій Музею мадам Тюссо в Америці, Європі, Азії та Австралії. 
Музей Гревен у Франції був заснований 1882 року Артуром Меєром для реклами його газети «Le Gaulois». Газета припинила існування в 1929 році, однак музей працює досі. Наразі музей експонує понад 400 фігур реальних і вигаданих персонажів. Існують композиції, що зображують історичні моменти Франції.
Голлівудський музей воскових фігур — музей воскових фігур в США, що знаходиться в Голлівуді, штат Каліфорнія. Присвячений акторам, їх ролям та сценам із відомих фільмів. Музей був створений канадським бізнесменом Спун Сінгхом у 1965 році. Є найбільшим за довжиною музеєм воскових фігур в США (його протяжність майже 1/2 милі).
Національний музей воскових фігур (Ірландія), заснований 1983 року лорд-мером Дубліна.
Музей воскових фігур в замку Діошдьор (Угорщина) — один з найбільших у Центральній Європі. Розташований у північно-східній вежі замку Діошдьор в Мішкольці.
Паноптикум Гамбург — музей воскових фігур у Гамбурзі, Німеччина. Заснований 1879 року Фрідріхом Германом Фаєрбером. Паноптикум — це найстаріший музей воскових фігур у країні. Виготовлення кожної скульптури триває до двох років і коштує 40 000 євро. За словами власників, Паноптикум приймає близько 200 000 відвідувачів щороку станом на 2018 рік.